# Microsoft Copilot
Microsoft Copilot (zkráceně někdy jen Copilot) je chatbot spuštěný firmou Microsoft v únoru 2023 jako nástupce virtuálního asistenta Microsoft Cortana. Funguje díky různým velkým jazykovým modelům od OpenAI.
Při svém vzniku v roce 2023 nejprve nesla služba název Bing Chat, neboť byl program integrován jako součást prohlížeče Microsoft Edge a vyhedávače Microsoft Bing. Během roku 2023 se posléze Microsoft rozhodl všechny své vyvíjené funkce zahrnující umělou inteligenci zahrnout pod značku Copilot a celý systém Copilot integrovat do Windows 11.
V lednu 2024 začaly společnosti vyrábějící osobní počítače umisťovat speciální Copilot tlačítko na své klávesnice. Aplikace je koncipována jako freemium software; nabízí tedy i placenou verzi programu Copilot Pro. Pro kancelářské použití existuje bezplatných Microsoft 365 Copilot Chat a placení Microsoft 365 Copilot.